# 布苏萨尔迈斯
布苏萨尔迈斯（法語：Boux-sous-Salmaise，法語發音：[bu su salmɛz]，意为“萨尔迈斯下方的布”）是法国科多尔省的一个市镇，属于蒙巴尔区。

## 地理
布苏萨尔迈斯（47°28'25"N, 4°38'19"E）面积14.64 平方千米，位于法国勃艮第-弗朗什-孔泰大區科多尔省，该省份为法国中东部省份，北起奥布省，西接涅夫勒省和约讷省，南至索恩-卢瓦尔省，东南接汝拉省，东临上索恩省，东北部与上马恩省接壤。
与布苏萨尔迈斯接壤的市镇（或旧市镇、城区）包括：弗罗卢瓦、萨尔迈斯、特尼塞、维勒贝尔尼、苏尔斯塞纳、欧特罗什、雅伊莱穆兰。

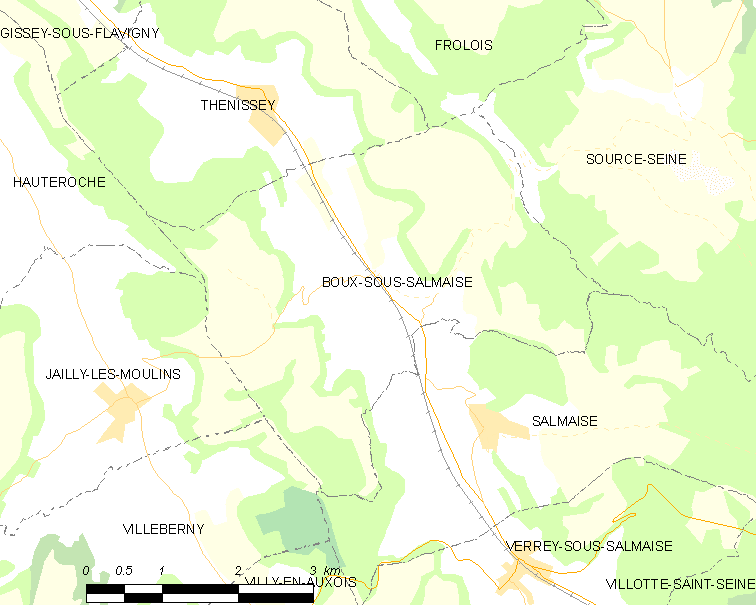
布苏萨尔迈斯的OSM定位图

布苏萨尔迈斯的时区为UTC+01:00、UTC+02:00（夏令时）。

## 行政
布苏萨尔迈斯的邮政编码为21690，INSEE市镇编码为21098。

## 政治
布苏萨尔迈斯所属的省级选区为蒙巴尔县。

## 人口

1962-2008年间布苏萨尔迈斯人口变化图示

布苏萨尔迈斯于2022年1月1日时的人口数量为125人。